# International Poetry Incarnation
Le International Poetry Incarnation était un événement au Royal Albert Hall de Londres le 11 juin 1965.

## Contexte
En mai 1965, Allen Ginsberg est invité par une librairie indépendante à Charing Cross Road à Londres, Better Books (en) : il propose alors de lire des livres gratuitement et n'importe où.
Cette lecture chez Better Books a été décrite par Jeff Nuttall comme étant « le premier vent de guérison sur un esprit collectif très brûlant ». Tom McGrath a lui écrit que « cela pourrait bien se révéler avoir été un moment très important dans l'histoire de l'Angleterre ou du moins dans l'histoire de la poésie anglaise ».
C'est donc dans cet esprit de sessions de lecture gratuite qu'est organisé l'International Poetry Incarnation.

## Événement
L'événement, organisé par la cinéaste Barbara Rubin,,, a attiré un auditoire de 7 000 personnes (dont Indira Gandhi) pour des lectures et d'autres spectacles vivants fait par divers groupes et divers artistes (surtout des poètes et ce sont tous des hommes) représentant plusieurs pays différents.
Artistes,,
- Pete Brown
- William S. Burroughs
- Gregory Corso
- John Esam
- Harry Fainlight
- Lawrence Ferlinghetti
- Pablo Fernández
- Allen Ginsberg
- Spike Hawkins
- Anselm Hollo
- Michael Horovitz
- Ernst Jandl
- Paolo Lionni
- Christopher Logue
- George MacBeth
- Tom McGrath
- Adrian Mitchell
- Daniel Richter
- Alexander Trocchi
- Simon Vinkenoog
- Andrei Voznesensky

Le poète chilien Pablo Neruda a également été retenu pour l'événement, mais a dû annuler.

## Médias
Peter Whitehead a fait un documentaire de l'événement intitulé Wholly Communion.